# Henning Hamilton
Pour les articles homonymes, voir Hamilton.
Le comte Henning Ludvig Hugo Hamilton, né le 16 janvier 1814 à Stockholm et mort le 15 janvier 1886 à Amélie-les-Bains en France, est un aristocrate suédois qui est juriste, homme politique, académicien et haut fonctionnaire. Il est à l'origine du scandale Hamilton.

## Biographie
Henning Hamilton est le fils du comte Gustaf Wathier Hamilton et de son épouse, née Eva Kristina de Besche. Il poursuit ses études à l'université d'Uppsala et devient ensuite lieutenant en second au régiment d'artillerie de Svea. Il est professeur militaire entre 1837 et 1843. Il est nommé major en 1845, puis il poursuit une carrière politique: le comte Hamilton devient gouverneur du comté d'Ostrogothie en 1852 et ministre de l'éducation en 1859-1860 (ecklesiastikminister). Il est nommé chancelier des universités de Lund et d'Uppsala, en 1872.
Le comte est aussi élu membre de plusieurs sociétés savantes, comme l'académie suédoise, dont il est secrétaire permanent entre 1874 et 1881, ou l'académie royale des sciences de Suède. Il est fait docteur honoris causa de l'université de Lund en 1869 et de celle de Copenhague en 1879.
Il est fait chevalier de l'ordre de Charles XIII, le 28 janvier 1854.
Il épouse Maria Katarina von Rosen en 1837. Il est le père du comte Henning Robert Hugo Hamilton (1842-1900).

## Scandale Hamilton
Le comte Hamilton est un joueur invétéré, particulièrement à la roulette et aux cartes (au trente et quarante). Il a aussi la réputation d'être morphinomane. Il joue des montants importants et il est pris en 1881 alors qu'il engage des sommes provenant de sa parentèle et des universités de Lund et d'Uppsala. Il joue surtout dans les villes d'eau d'Allemagne et il est désespérément à court d'argent. Comme c'est un proche du roi Oscar II et qu'il occupe de hautes fonctions, le tribunal lui est évité, mais il doit démissionner aussitôt de tous ses postes à cause du scandale. Il est forcé de s'exiler dans le sud-ouest de la France dans l'anonymat. Cependant des rumeurs courent que le roi Oscar II continue de lui verser discrètement une pension, le comte étant ruiné. Il meurt cinq ans plus tard, oublié de la haute société suédoise.

## Œuvres
Le comte Hamilton est un auteur prolifique, notamment sur l'histoire militaire. L'on peut retenir les écrits suivants:
- Bibliothek för krigshistoria och krigskonst (1837-1839)
- Afhandling om krigsmaktens oc krigkonstens tillstånd i Sverige under konung Gustaf II Adolfs regering (1846)
- Kriget i Tyskland år 1866 (1869)
- Några betraktelser i anledning af kriget mellan Frankrike och Tyskland 1870 (1871)
- Frankrike och Tyskland åren 1866-1874 (1877)